# Vo Trong Nghia
Vo Trong Nghia es un arquitecto vietnamita. Tiene el título de arquitecto por la Universidad de Tokio.

## Carrera
Vo Trong Nghia estudió arquitectura en el Nagoya Instituto de Tecnología de Nagoya y la Universidad de Tokio, obteniendo su título de arquitecto. Al volver a Vietnam fundó Vo Trong Nghia Architects en 2006. Nghia desarrolló diseños de arquitectura sustentable integrando materiales baratos y locales, y oficios tradicionales con unas estética contemporánea y metodologías modernas.

## Premios
- World Architecture Festival 2014 - Ganador de las categorías "Casa", "Hotel & Ocio" y "Proyectos futuros de Educación"[3]
- ARCASIA Edificio del año 2014[4]
- WAN Premios "21 para 21" 2012[5]
- Arquitecto vietnamita del Año 2012[6]

## Proyectos seleccionados
Algunos de sus proyectos más conocidos son:
- Pabellón de Vietnam para la Exposición Internacional de Milán (2015),[7]
- the Farming Kindergarten, en Dong Nai, Vietnam[8]
- House for Trees, en Ho Chi Minh City, Vietnam.[9]